# Alfred Milieski
Alfred Milieski (ur. 4 czerwca 1835 w Rychwałdzie, zm. 14 czerwca 1908 w Krakowie) – prawnik, polityk konserwatywny, poseł do Sejmu Krajowego Galicji.

## Życiorys
Był synem Walentego, właściciela ziemskiego, i Antoniny z Żeleńskich (zm. 1837). W 1852 ukończył Gimnazjum św. Anny w Krakowie i podjął studia prawnicze na Uniwersytecie Jagiellońskim. Działalność polityczną rozpoczął w okresie walki o autonomię galicyjską; był konserwatystą, stańczykiem. 24 października 1876 został wybrany z okręgu wiejskich gmin (IV kurii – Kraków, Mogiła, Liszki, Skawina) posłem do Sejmu Krajowego Galicji na IV kadencję, mandat sprawował do 1882. Od 1867 był członkiem Wydziału Powiatowego w Krakowie, następnie wiceprezesem Rady Powiatowej, a w latach 1878–1896 marszałkiem powiatu krakowskiego. Zajmował się głównie sprawami gospodarczymi, rozbudową dróg. Był również długoletnim radnym miasta Krakowa, członkiem Rady Nadzorczej, a następnie zastępcą dyrektora Towarzystwa Wzajemnych Ubezpieczeń w Krakowie. W 1882 został założycielem i prezesem powiatowej Kasy Oszczędności w Krakowie. Był członkiem rady nadzorczej Banku Galicyjskiego dla Handlu i Przemysłu w Krakowie, członkiem i prezesem okręgowego Towarzystwa Gospodarczo–Rolniczego w Krakowie. Po 1896 wycofywał się stopniowo z czynnego życia politycznego. Właściciel majątku i gospodarstwa leśnego w Rychwałdzie i w podkrakowskich Piekarach. Żonaty z Marią Kołaczkowską, córką generała Klemensa Kołaczkowskiego, ojciec dwójki dzieci: syna Witolda i córki Olgi zamężnej z baronem Henrykiem Christianim. Zmarł nagle w Krakowie, pochowany został w grobowcu rodzinnym w Rychwałdzie.